# ألكساندرا كايل
ألكساندرا كايل (بالإنجليزية: Alexandra Kyle)‏ هي ممثلة أمريكية، ولدت في 11 نوفمبر 1988 بلوس أنجلوس في الولايات المتحدة.

## أعمال

### أفلام
- (2004) 13 أصبحت 30[2][3][4]

### مسلسلات
- إن سي آي إس

## وصلات خارجية
- ألكساندرا كايل على موقع IMDb (الإنجليزية)
- ألكساندرا كايل على موقع ألو سيني (الفرنسية)
- ألكساندرا كايل على موقع أول موفي (الإنجليزية)
- ألكساندرا كايل على موقع قاعدة بيانات الأفلام السويدية (السويدية)
- ألكساندرا كايل على موقع قاعدة بيانات الفيلم (الإنجليزية)
- ألكساندرا كايل على موقع كينوبويسك (الروسية)